# Háng

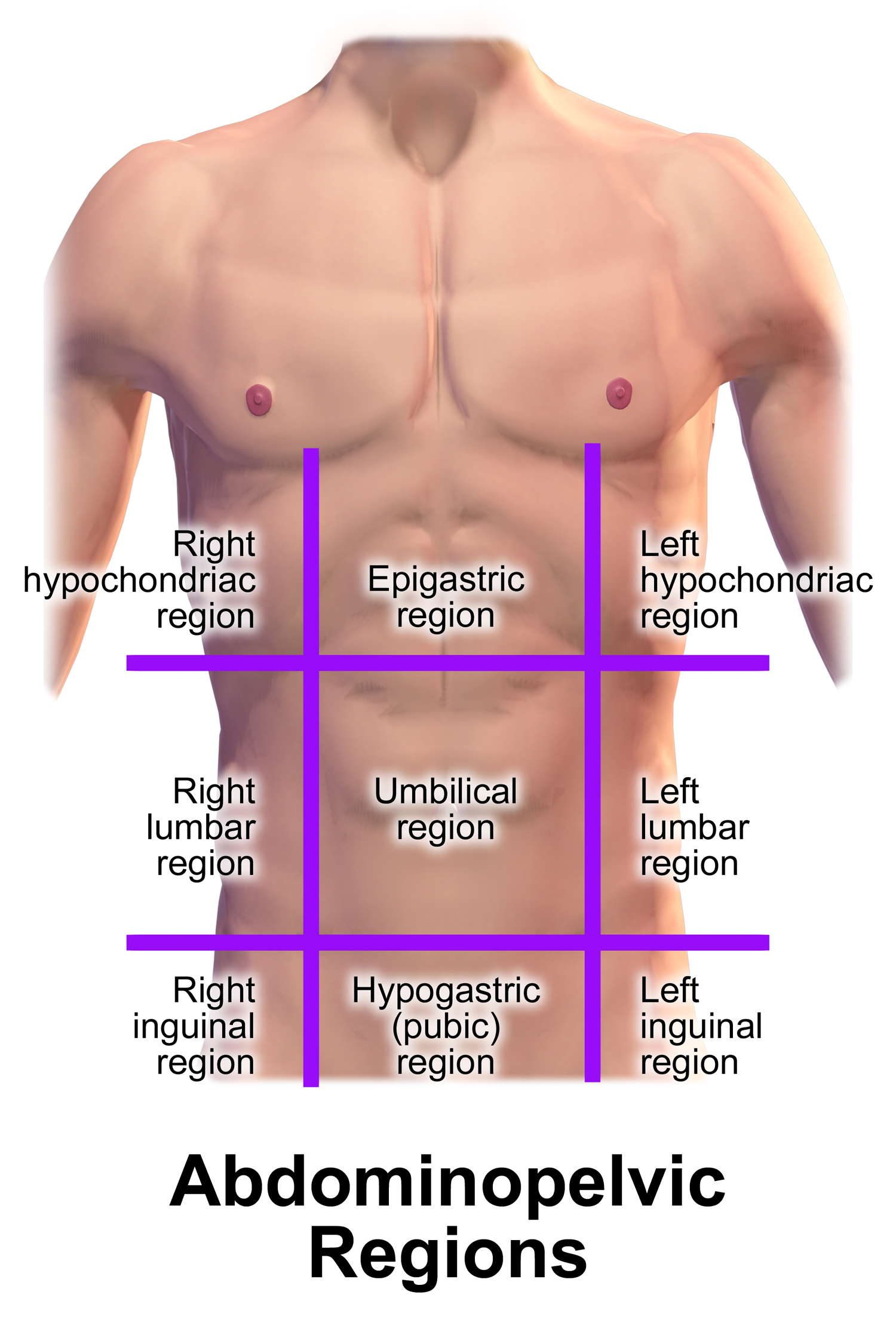
Háng

Ở giải phẫu người, háng là vùng nối (hay còn gọi là bẹn) giữa bụng và đùi, nằm ở hai bên xương mu. Tại bộ phận này, ngay bên dưới da, có khoảng 3 đến 5 hạch bạch huyết đóng vai trò phản ứng trong hệ miễn dịch. Chúng có thể sưng lên khi cơ thể mắc bệnh, nhất là bệnh do nhiễm trùng hoặc đôi khi là ung thư.